# محمد صديق الزياني
محمد صديق الزياني (سبيبة، -) لاعب قوى تونسي مختص في رياضة الكيك بوكسينغ، وبطل تونس في صنفي لايت كونتاكت وسيمي كونتاكت.

## الإنجازات
في 24 ماي 2015، فاز محمد صديق الزياني ببطولتي تونس في رياضة الكيك بوكسينغ. الأولى كانت في اختصاص سيمي كونتاكت والثانية كانت في اختصاص لايت كونتاكت.